# جوناثان ويلزي
جوناثان ويلزي (بالإنجليزية: Jonathan Welsh)‏ هو لاعب كرة قدم أمريكية أمريكي، ولد في 9 يونيو 1982 في هيوستن في الولايات المتحدة.